# Jan Verveer
Jan Verveer (Rotterdam, 27 agosto 1775 – Oceano Atlantico, 22 agosto 1838) è stato un generale olandese.

## Biografia
Jan Verveer nacque a Rotterdam, figlio di Johannes Verveer e di sua moglie, Anna Maria van Alphen.
Verveer entrò nell'esercito olandese nel 1797. Nel 1803, venne inviato nelle Indie orientali olandesi dove rimase sino al 1815. Dal 1807, Verveer prestò servizio come comandante di Sint Maarten, sino a quando l'isola non venne catturata dalle forze inglesi nel 1810. Tornò quindi nei Paesi Bassi dove prestò servizio nell'amministrazione militare.
Nel 1826, Verveer divenne osservatore del Congresso di Panama. Come conseguenza di questa missione, divenne il consigliere principale di re Guglielmo I dei Paesi Bassi sulla questione del Canale del Nicaragua.
Nell'autunno del 1836, Verveer venne nominato da re Guglielmo I al ruolo di commissario speciale per la conclusione del trattato col re degli Ashanti, Kwaku Dua I Panyin, per facilitare la recluta di soldati per l'esercito coloniale olandese. Verveer giunse ad Elmina, capitale della Costa d'Oro olandese, il 1 novembre 1836, e partì per la capitale ashanti di Kumasi con un seguito di 900 persone, con ricchi doni. Dopo lunghi negoziati, venne raggiunto un accordo con gli ashanti con l'istituzione a Kumasi di un ufficio di reclutamento con a capo Jacob Huydecoper.
Dopo la conclusione del trattato, Verveer fece ritorno nei Paesi Bassi con Kwasi Boakye e Kwame Poku, due giovani principi ashanti che dovevano ricevere un'appropriata educazione nei Paesi Bassi. Un anno dopo, ad ogni modo, Verveer venne rinviato in Costa d'Oro a reprimere la ribellione degli Ahanta. Verveer si ammalò durante questa campagna e morì a bordo della nave che lo stava riportando nei Paesi Bassi.